# Truden im Naturpark
Truden im Naturpark (wł. Trodena nel parco naturale) – miejscowość i gmina we Włoszech, w regionie Trydent-Górna Adyga, w prowincji Bolzano (Tyrol Południowy).
Liczba mieszkańców gminy wynosiła 1001 (dane z roku 2009). Język niemiecki jest językiem ojczystym dla 78,58%, włoski dla 20,73%, a ladyński dla 0,69% mieszkańców (2001).